# Tul Tuinde
Tul Tuinde, „Vrch vlny“, je v christianizované irské mytologii pahorek v západním Munsteru, na kterém jeden z mytických osadníků Země přežil potopu. První podání obsažené v Lebor Gabála Érenn, „Knize o dobytí Irska“, je spojeno s Cessair, dcerou Bitha, který byl zase synem Noeovým. Ta se svou družinou, skládající se z padesáti žen a tří mužů, jako první osídlila Irsko. Jeden z trojice byl manžel Cessair, zvaný Fintan, syn Bóchrův, a když zbylí dva muži zemřeli, unikl před ženami na Tul Tuinde. Tam v jeskyni zvané „Fintanův hrob“ strávil rok, než opadly vody potopy. Podle druhého podání, obsaženého v Cín Dromma Snechtai, „Knize kláštera Drumsnat“, osídlila Irska namísto Cessair Banba. Ta přežila potopu na vrcholu Tul Tuinde a později se Synům Mílovým představila jako starší než Noe.
Oba příběhy vychází nejspíše ze staršího, předkřesťanského, mýtu o prvotním pahorku nořícím se z prvotních vod či chaosu. Připomíná tak různé předovýchodní obrazy kosmické hory, jako je egyptský Benben v oceánu Nun, mezopotámské zikkuraty nebo biblickou horu Ararat, kde přistál po potopě Noe. Také jména postav upomínají na kosmický charakter příběhu, Banba je alternativním jménem pro Irsko, potažmo „Zemi“, jméno Bith, které nosí Cessaiřin otec znamená „Svět“ a jméno Fintanova otce Bóchry znamená „Oceán“.